# Søla

Søla  est une île de la commune de Vega, en mer de Norvège dans le comté de Nordland en Norvège.

## Description
L'île de 4 km2 est située à l'ouest de l'île de Vega et des multiples îlots de Hysvær. C'est la seule île montagneuse de l'archipel dont la montagne occupe presque toute sa superficie. Aujourd'hui, l'île est utilisée comme station balnéaire.

### Réserve naturelle
L'île fait partie de la (Zone de conservation du paysage Hysvær/Søla, et est situé au centre de la zone du patrimoine mondial de l'archipel de Vega.

## Galerie

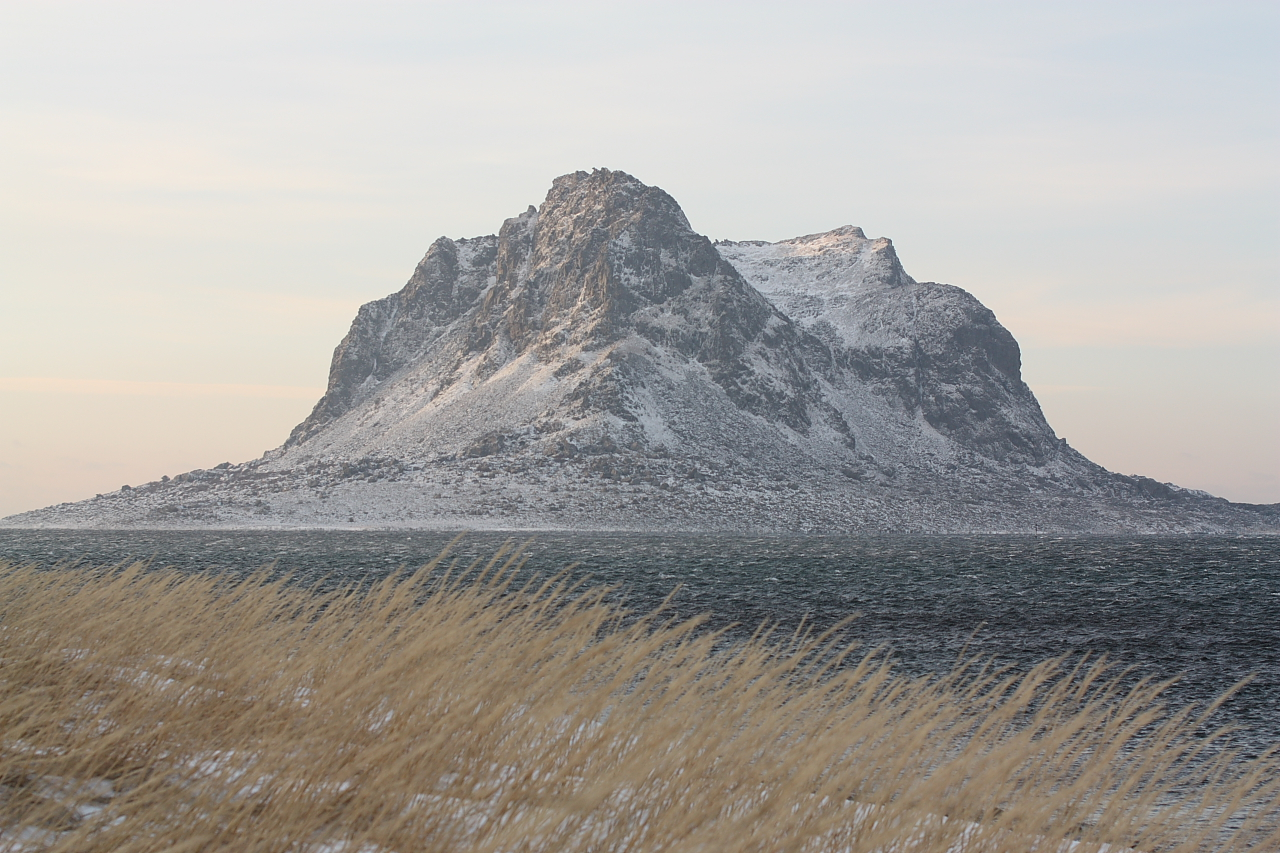
Le mont Søla
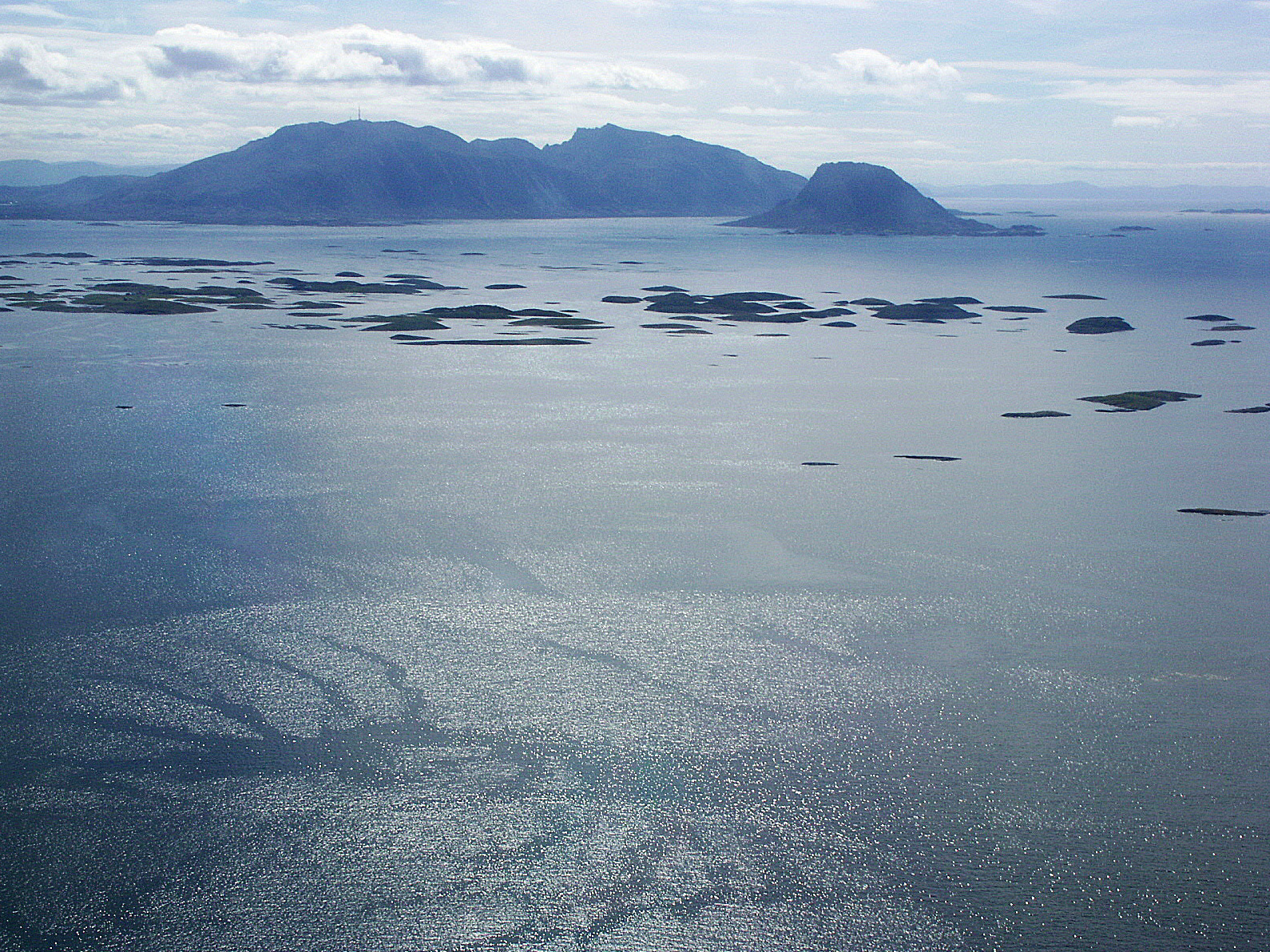
L'archipel de Vega